# Пуерто Варас
Пуерто Варас (шп. Puerto Varas) је општина у Чилеу. По подацима са пописа из 2002. године број становника у месту је био 22.022.

## Демографија
| 2002.  |
| ------ |
| 22.022 |